# 阿尔萨斯欧洲集体
阿尔萨斯欧洲集体（法語：Collectivité européenne d'Alsace，(CeA)）是法国的一个领土集体，成立于2021年1月1日，由下莱茵省和上莱茵省的领土集体合并而成，此后上、下莱茵二省仅作为法国的省级行政区存在。

## 地理
该集体位于法国东北部，东临莱茵河，西接孚日山脉，与德国和瑞士接壤。
该集体面积为8280平方公里，与前阿尔萨斯大区（含下莱茵省 (即下阿尔萨斯) 与上莱茵省 (即上阿尔萨斯) ）完全对应。
“欧洲首都”斯特拉斯堡是该集体最大的城市，也是下莱茵省的省会与大东部大区的首府。上莱茵省省会为科尔马，不过该省最大的城市为米卢斯。

## 历史
阿尔萨斯的选民在2013年全民公决中投票赞成建立一个单一领土集体；但是，在二省中人口较少的上莱茵省，大多数选民拒绝了该提议。
2016年1月1日，最初创建于1956年的阿尔萨斯大区与另外两个大区合并，成为历史。此前，法国议会投票决定合并一些大区，将大区从22个减少至18个。
2019年7月25日，法国议会投票决定成立该领土集体。2019年8月2日，规定其权力的《第2019-816号法律》颁布。

## 交通
A35高速公路由南向北横贯阿尔萨斯，全长约180公里。这条非特许经营高速公路将于2021年1月1日由国家转交给阿尔萨斯欧洲集体。由法国北部与东部高速公路公司（Sanef）运营的A4高速公路（巴黎－斯特拉斯堡线）与由巴黎-莱茵-罗讷高速公路公司（APRR）运营的A36高速公路（博讷－米卢斯线）横贯阿尔萨斯东西。
阿尔萨斯是法国铁路建设的先驱地区之一，早在1839年，尼古拉·克什兰就开始修建第一条铁路。如今，密集的铁路网覆盖全地区。
莱茵河是欧洲最大的水道。莱茵河航运中央委员会自1920年以来一直设在斯特拉斯堡。斯特拉斯堡港与米卢斯港是法国第二、三大河港。
阿尔萨斯有两个机场：巴塞尔-米卢斯-弗赖堡欧洲机场——世界上唯一一个由两国运营的机场，以及斯特拉斯堡国际机场。

## 人口
2019年1月1日，阿尔萨斯地区人口为1884150。
2017年，人口超过2万的市镇有：
- 斯特拉斯堡，280966人；
- 米卢斯，109443人；
- 科尔马，69105人；
- 阿格诺，34504人；
- 希尔蒂盖姆，31894人；
- 伊尔基什-格拉芬什塔登，26780人；
- 圣路易，21177人。

## 区划
阿尔萨斯欧洲集体辖有9个区（下莱茵省5个，上莱茵省4个），40个县（下莱茵省23个，上莱茵省17个）。
阿尔萨斯欧洲集体有880个市镇，其中514个位于下莱茵省，366个位于上莱茵省。
阿尔萨斯大都会中心由该地区的五个大型市镇联合体，即斯特拉斯堡欧洲大都会、米卢斯-阿尔萨斯公共社区、科尔马公共社区、阿格诺城市圈公共社区和圣路易公共社区组成。此外，该集体有10个地域规划与可持续发展指导法法定地区（pays LOADDT）。

## 地位
同样作为一个单一领土集体，阿尔萨斯欧洲集体的地位将与科西嘉类似，并且在一定程度上与海外省及大区类似。其权能将与大区和省同等。

## 语言
根据《法国宪法》第2条规定，法语是该国唯一的官方语言，但《第2019-816号法律》包含了在学校中促进地区语言的规定。该集体还将奉命在阿尔萨斯创建一个与德语有关的委员会。